# Jan Carlzon
Jan Carlzon (Suecia, 25 de junio de 1941) es un ex-empresario sueco. Ocupó el cargo de director ejecutivo del Grupo SAS (Scandinavian Airlines System) entre 1981 y 1993.
Graduado de la escuela de Economía de Estocolmo, con maestría en administración, es reconocido como uno de los especialistas en calidad más importantes en el área de los servicios. A los 32 años se convirtió en director general de la mayor operadora turística sueca, Vingresor, en un momento en que el turismo se veía afectado por la primera crisis mundial de la energía.
Tras su paso por Vingresor, ocupó durante dos años el cargo de director general de Linjeflyg, la mayor aerolínea doméstica de Suecia. El modelo de gestión que desarrolló en Linjeflyg le llevó a ser propuesto como director ejecutivo de SAS, cargo que ocuparía durante más de diez años. Su llegada a SAS, pocos años después de la crisis del petróleo, se produjo en un momento en el que la supervivencia de la empresa se veía comprometida tras varias décadas instalada en un mercado en calma y en continuo crecimiento. 
Sus experiencias en SAS quedaron recogidas en su libro El Momento de la Verdad, en el que describe el modelo de gestión que aplicó. Basándose en su experiencia al frente de la compañía, Carlzon propone la transformación de la empresa mediante la creación de un modelo descentralizado en el que la toma de decisiones debe darse en todos los niveles de la estructura organizacional. Otros aspectos que considera importantes son la orientación de la visión estratégica a las necesidades del cliente, oponiéndose a los modelos de gestión tradicionales, que considera   centrados únicamente en el producto.